# Gregor Leonhard Andreas von Scherr
Gregor Leonhard Andreas von Scherr (Neunburg vorm Wald, 22 giugno 1804 – Monaco di Baviera, 24 ottobre 1877) è stato un arcivescovo cattolico tedesco.

## Biografia
Nato a Neunburg vorm Wald il 22 giugno 1804, ricevette l'ordinazione presbiterale il 4 agosto 1829 e fece la professione religiosa all'interno della congregazione di Baviera dell'Ordine di San Benedetto il 29 dicembre 1833.
Venne nominato da papa Pio IX il 12 gennaio 1856 arcivescovo di Monaco e Frisinga, ricevette la consacrazione episcopale il 3 agosto dello stesso anno.
Fu padre conciliare nel Concilio Vaticano I.
Morì a Monaco il 24 ottobre 1877, all'età di 73 anni.

## Genealogia episcopale e successione apostolica
La genealogia episcopale è:
- Cardinale Scipione Rebiba
- Cardinale Giulio Antonio Santori
- Cardinale Girolamo Bernerio, O.P.
- Arcivescovo Galeazzo Sanvitale
- Cardinale Ludovico Ludovisi
- Cardinale Luigi Caetani
- Cardinale Ulderico Carpegna
- Cardinale Paluzzo Paluzzi Altieri degli Albertoni
- Papa Benedetto XIII
- Papa Benedetto XIV
- Papa Clemente XIII
- Cardinale Bernardino Giraud
- Cardinale Alessandro Mattei
- Cardinale Pietro Francesco Galleffi
- Cardinale Giacomo Filippo Fransoni
- Cardinale Antonio Saverio De Luca
- Arcivescovo Gregor Leonhard Andreas von Scherr, O.S.B.

La successione apostolica è:
- Vescovo Pankratius von Dinkel (1858)
- Vescovo Konrad Reither (1870)
- Vescovo Bonifaz von Haneberg, O.S.B. (1872)
- Arcivescovo Friedrich von Schreiber (1875)
- Vescovo Joseph Franz von Weckert (1876)